# USS Ericsson (TB-2)

El primer USS Ericsson (torpedero n.º 2), fue botado el 12 de mayo de 1894 por Iowa Iron Works, en Dubuque, Iowa; amadrinado por la señorita Carrie Kiene; y fue dado de alta el 18 de febrero de 1897.
El 18 de mayo de 1897, el USS Ericsson arribó a Newport, Rhode Island, el que sería su puerto base. A lo largo de los meses de verano, navegó por aguas de Nueva Inglaterra para realizar sus pruebas de mar y para entrenamiento e instrucción de la tripulación y oficiales en tácticas con torpedos. Partió de Newport el 18 de septiembre de 1897 con para realizar un crucero de instrucción que le llevó por a Annapolis, Norfolk, Virginia, Wilmington, Carolina del Norte, Charleston, Carolina del Sur, Savannah, Georgia, y varios puertos de Florida, para entrar en Key West el último día del año. Esta, fue su base de operaciones en el Caribe durante los siguientes siete meses.
Ante la inminente guerra entre España y los Estados Unidos, el USS Ericsson continuo patrullando Florida Keys, a la vez que intensificaba el entrenamiento de su tripulación, y transportaba mensajes a cerca del incremento de la flota presente en la zona. Tras el inicio de la contienda, comenzó a realizar labores de patrulla y bloqueo entre La Habana y Key West. Se unió a la flota en Santiago de Cuba el 20 de junio, y durante la Batalla naval de Santiago de Cuba del 3 de julio de 1898, se encontraba en el grueso de la flota norteamericana, disparando contra la flota española. 
Una vez finalizada la contienda, y cuando los buques españoles se encontraban con riesgo de explotar, la acción del USS  Ericsson que se colocó junto al Vizcaya, ignorando el hecho de que el pañol de munición estaba a punto de estallar, salvo a gran parte de la tripulación.
El USS Ericsson patrulló en Cuba hasta mediados de agosto de 1898, y el 23 de agosto entró en Nueva York, donde fue dado de baja el 21 de septiembre de 1898 para entrar en dique seco. En diciembre de 1900, volvió al servicio activo, y navegó hasta Norfolk, Virginia, donde el 6 de marzo de 1901 fue asignado a la flotilla de torpederos de reserva. En octubre de 1908, fue trasladado a los astilleros Charleston Navy Yard, donde fue dado de baja el 5 de abril de 1912. Fue hundido posteriormente durante unas pruebas de armamento como blanco naval.